# 上毛三山パノラマ街道
上毛三山パノラマ街道（じょうもうさんざんパノラマかいどう）とは、群馬県内にある赤城山・榛名山・妙義山の3つの山を結ぶ道路である。

## 主な道
- 群馬県道251号沼田赤城線沼田市上沼須町 - 前橋市富士見町赤城山
- 群馬県道4号前橋赤城線前橋市富士見町赤城山 - 前橋市富士見町小暮
- 群馬県道34号渋川大胡線前橋市富士見町小暮 - 渋川市下郷
- 群馬県道33号渋川松井田線渋川市下郷 - 渋川市伊香保町伊香保 - 高崎市倉渕町倉渕郵便局前
- 国道406号高崎市倉渕町倉渕郵便局前 - 下大島町交差点
- 群馬県道10号前橋安中富岡線下大島町交差点 - 板鼻交差点
- 群馬県道171号吉井安中線板鼻交差点 - 安中市安中駅前交差点
- 国道18号安中市安中駅前交差点 - 松井田交差点
- 群馬県道33号渋川松井田線松井田交差点 - 下町交差点
- 群馬県道217松井田中宿線 下町交差点 - 下町南交差点
- 市道
- 群馬県道213号磯部停車場妙義山線安中市松井田町八城交差点 - 富岡市妙義町大字妙義
- 群馬県道196号上小坂四ツ家妙義線富岡市妙義町大字妙義 - 甘楽郡下仁田町大字上小坂
- 群馬県道51号松井田下仁田線甘楽郡下仁田町大字上小坂 - 中小坂交差点
- 国道254号中小坂交差点

### 支線
- 群馬県道6号前橋箕郷線群大病院東交差点 - 前橋市総社町総社
- 群馬県道15号前橋伊香保線前橋市総社町総社 - 前橋市高井町1
- 群馬県道161号南新井前橋線前橋市高井町1 - 北群馬郡榛東村新井
- 群馬県道154号新井下室田線北群馬郡榛東村新井 - 山子田交差点
- 群馬県道153号水沢足門線山子田交差点 - 南野
- 市道
- 群馬県道15号前橋伊香保線上野原 - 渋川市伊香保町伊香保